# Garnet Ault
Garnet Ault (1 november 1905 - 10 september 1993) was een Canadees zwemmer.
Garnet Ault nam eenmaal deel aan de Olympische Spelen; in 1928. In 1928 nam hij deel aan het onderdeel 4x200 meter vrije slag. Hij maakte deel uit van het team dat het brons wist te veroveren. Tevens nam hij zonder succes deel aan de onderdelen 400 en 1500 meter vrije slag.
Garnet Ault · 
Frederick Bourne · 
Walter Spence · 
James Thompson